# Novazelandiella queenslandica
Novazelandiella queenslandica är en kvalsterart som först beskrevs av P. Balogh 1985.  Novazelandiella queenslandica ingår i släktet Novazelandiella och familjen Pheroliodidae. Inga underarter finns listade i Catalogue of Life.